# Artjom Michailowitsch Buljanski
Artjom Michailowitsch Buljanski (russisch Артём Михайлович Булянский; * 16. März 1985 in Ufa, Russische SFSR) ist ein russischer Eishockeyspieler, der seit 2010 beim HK Jugra Chanty-Mansijsk in der Kontinentalen Hockey-Liga unter Vertrag steht.

## Karriere
Artjom Buljanski begann seine Karriere als Eishockeyspieler in der Nachwuchsabteilung von Salawat Julajew Ufa, für dessen Profimannschaft er von 2003 bis 2006 in der Superliga aktiv war. Parallel spielte er bereits ab 2002 für Ufas zweite Mannschaft in der drittklassigen Perwaja Liga. Die Saison 2006/07 verbrachte der Angreifer bei Chimik Moskowskaja Oblast in der Superliga. Anschließend stand er drei Jahre lang bei Toros Neftekamsk in der Wysschaja Liga, der zweiten russischen Spielklasse, unter Vertrag.
Zur Saison 2010/11 wurde Buljanski vom KHL-Aufsteiger HK Jugra Chanty-Mansijsk verpflichtet.

## Statistik
(Stand: Ende der Saison 2013/14)